# Parachutist Badge
Le Parachutist Badge, surnommé "Jump Wings", est un insigne militaire délivré par le département de la Défense des États-Unis aux militaires américains ou étrangers ayant suivi avec succès la formation parachutiste des Forces armées des États-Unis.

## Histoire
En 1930, l'US Army teste le concept du parachutage militaire d'une équipe de trois servants de mitrailleuse lourde. Peu concluante, l'expérience est abandonnée. Dix ans plus tard, en juillet 1940, une section d'essai est mise en place au 29e régiment d'infanterie et le 16 août suivant, le premier-lieutenant William Ryder est le premier à effectuer un saut au-dessus de Fort Benning à partir d'un Douglas B-18. Par la suite, avec les encouragements du président Roosevelt, le général William Lee est autorisé à former la première section opérationnelle de parachutistes qui évoluera par la suite en Groupe Provisoire de Parachutistes jusqu'à la création des divisions aéroportées. William Lee devient le premier commandant de la toute nouvelle école de parachutistes créée à Fort Benning et est considéré par les forces armées américaines comme le père de leurs troupes aéroportées. Par la suite, il commandera la 101e division aéroportée de 1942 à 1944.
Le premier insigne de parachutiste, le Basic, est créé en 1941 par le capitaine et futur lieutenant-général William P. Yarborough. Par la suite, c'est également lui qui dessine les insignes Senior et Master et instaure le système d'étoiles pour représenter le nombre de sauts de combat effectués par le titulaire. Plus tard, d'autres corps que l'US Army s'équiperont de leurs propres troupes aéroportées, avec leurs propres insignes et leur propre système d'attribution. Comme tous les badges des Forces armées américaines, le Parachutiste Badge peut être porté en version métallique ou brodée selon l'uniforme utilisé. Par ailleurs, les hommes ayant effectué des sauts de combat sont autorisés à porter, en fond de leur insigne métallique, un support de tissu brodé aux couleurs de l'unité avec laquelle ils ont effectué leur saut opérationnel.

## US Army

### Basic Parachutist Badge
Le Basic Parachutist Badge est attribué à tout militaire ayant mené à son terme la formation de base au parachutisme dispensée par l'Army Airborne School de Fort Benning. La formation est composée de trois phases : au sol, sur tour et en avion. À la fin de la formation, le stagiaire a effectué cinq sauts dans des configurations différentes, dont un saut sans charge et un saut en charge complète de nuit. L'insigne est un parachute ouvert posé sur deux ailes déployées. Une étoile peut être incrustée sur le badge pour chaque saut opérationnel effectué. Si des sauts de combat ont donné lieu à l'attribution d'étoiles tout au long de l'histoire des troupes aéroportées américaines comme pendant la guerre du Vietnam, en Irak (opération Tempête du désert) ou en Afghanistan (opération Enduring Freedom), les opérations les plus emblématiques restent les parachutages des 82e et 101e divisions aéroportées au-dessus de la Normandie le 6 juin 1944 lors du débarquement.

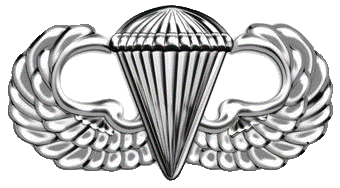
Basic Parachutist Badge
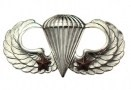
Basic Parachutist Badge avec deux étoiles de saut
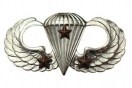
Basic Parachutist Badge avec trois étoiles de saut

### Senior Parachutist Badge
De niveau supérieur au badge Basic, le Senior Parachutist Badge exige des critères extrêmement sélectifs pour être obtenu :
- Avoir effectué au moins trente sauts dont quinze avec équipement complet de combat, que les sauts soient opérationnels ou en situation d'entraînement. Deux des sauts doivent avoir lieu de nuit, l'un doit être effectué en tant que chef de "stick" et deux autres sauts doivent être réalisés dans le cadre d'une opération tactique, réelle ou simulée, engageant un élément de niveau bataillon, régiment ou supérieur.

- Être diplômé du cours de maître de saut de l'Advanced Airborne School (en) de Fort Bragg et avoir réalisé un ou plusieurs sauts de combat en tant que chef de stick, ou quinze sauts en situation d'entraînement en tant que chef de stick.

- Avoir servi dans une unité aéroportée pendant vingt-quatre mois cumulés.

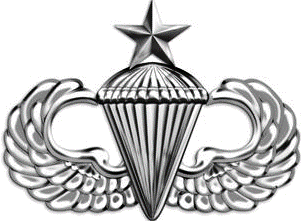
Senior Parachutist Badge

### Master Parachutist Badge
Les actions à effectuer pour l'obtention du Master Parachutist Badge sont les mêmes que pour le Senior mais avec les critères suivants revus à la hausse :

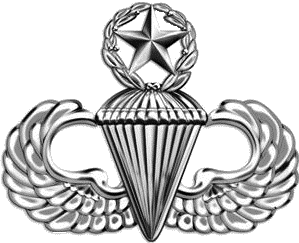
Master Parachutist Badge

- Minimum de soixante-cinq sauts dont vingt-cinq en équipement complet.
- Quatre sauts de nuit.
- Cinq sauts tactiques en unité.
- Trente-trois sauts en situation d'entraînement en tant que chef de stick.
- Service dans une unité aéroportée de trois ans cumulés.

Les sauts nécessaires pour l'obtention du Master Parachutist Badge doivent être réalisés sur ligne statique.

### Accessoires
Les soldats affectés à des unités de l'armée de terre en statut aéroporté portent un ovale en tissu, appelé airborne background trimming (garniture de fond aéroporté), sous leur insigne de parachutiste, qui est conçu de manière unique pour chaque unité aéroportée,. C'est l'une des méthodes permettant d'identifier un soldat qualifié pour le parachutisme servant dans une unité en statut actif de saut, appelé "parachutiste", par rapport à un parachutiste servant dans une unité non aéroportée. La garniture de fond originale des parachutistes est également une contribution du capitaine Yarborough qui a tenté de répondre à une préoccupation selon laquelle l'insigne des parachutistes était trop petit et ne ressortait pas sur l'uniforme. Aujourd'hui, le dessin de la garniture de fond des parachutistes de chaque unité est créé et approuvé par l'Institut d'héraldique qui évalue la lignée de l'unité, l'héraldique militaire, ainsi que les dessins proposés par l'unité qui en fait la demande.
Si un soldat effectue un saut aéroporté dans une zone de combat, il est autorisé à porter un combat jump device (dispositif de saut de combat) sur son insigne de parachutiste, qui devient alors officiellement un insigne de parachutiste de combat. L'insigne se compose d'une étoile ou d'un ensemble d'étoiles indiquant le nombre de sauts de combat (jusqu'à cinq) effectués par le parachutiste L'utilisation d'étoiles comme insigne de saut de combat n'a été officiellement approuvée qu'après l'invasion de la Grenade en 1983 (opération Urgent Fury). Les étoiles sont attribuées comme suit,:
| 1 combat jump       | Une étoile de bronze sur le linceul                                   |
| 2 combat jumps      | Une étoile de bronze sur chaque aile                                  |
| 3 combat jumps      | Une étoile de bronze sur chaque aile et une sur les lignes du linceul |
| 4 combat jumps      | Deux étoiles de bronze sur chaque aile                                |
| 5 et + combat jumps | Une grande étoile d'or sur les lignes du linceul                      |

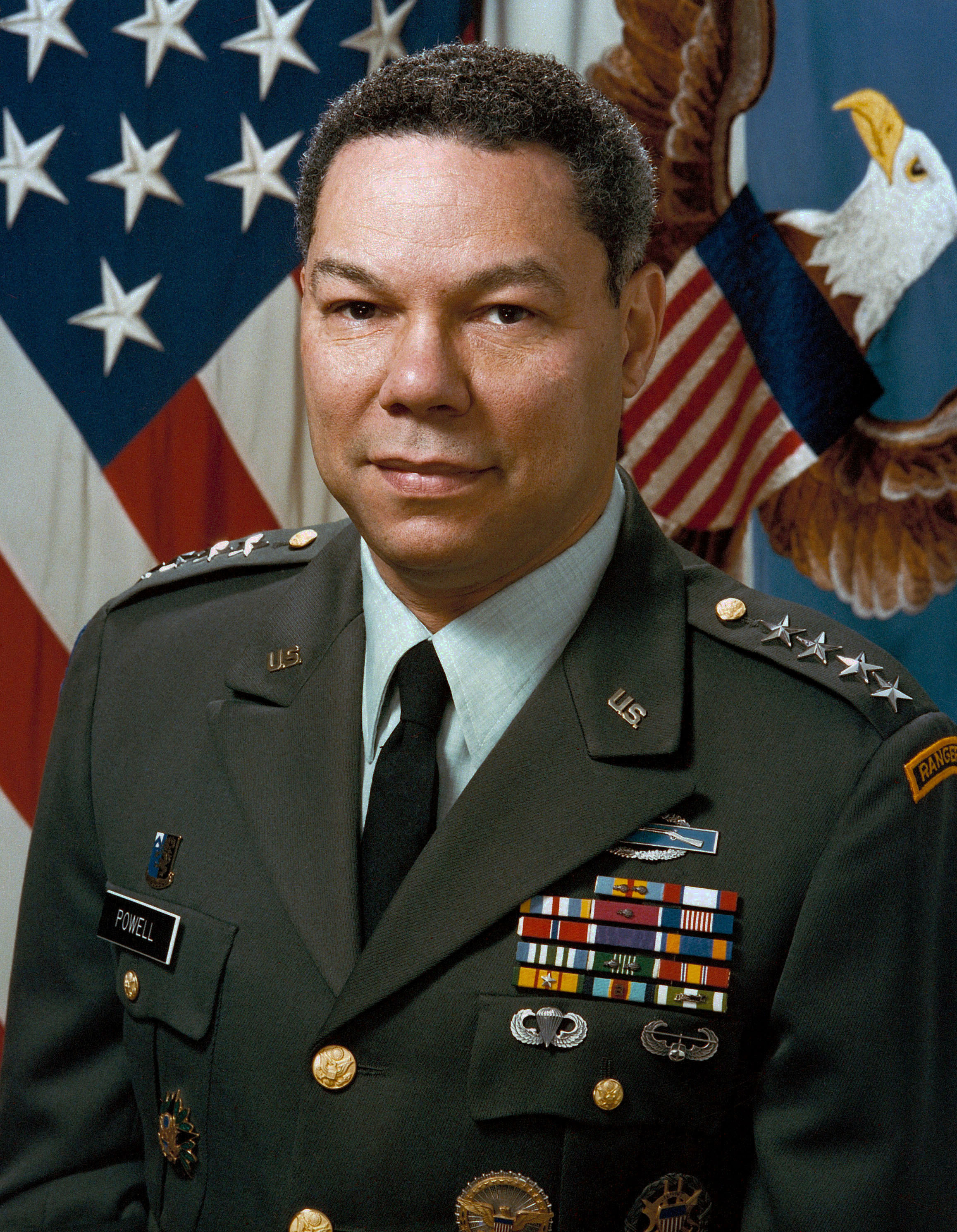
Colin Powell en 1989, portant un Basic Parachutist Badge.
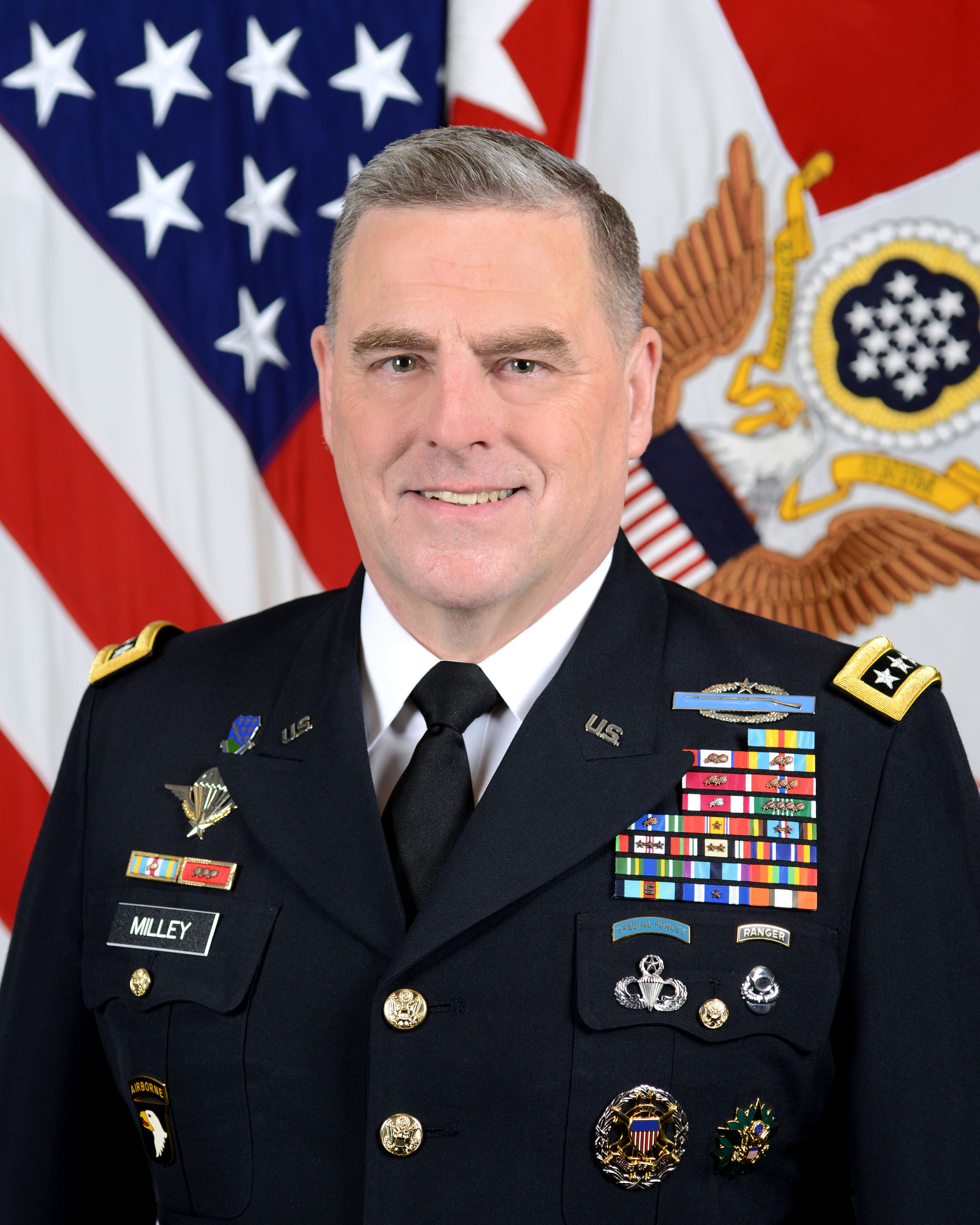
Mark A. Milley, US Army Chief of Staff depuis 2014, titulaire d'un Master Parachutist Badge (à noter également un brevet parachutiste français au-dessus de sa plaque patronymique).
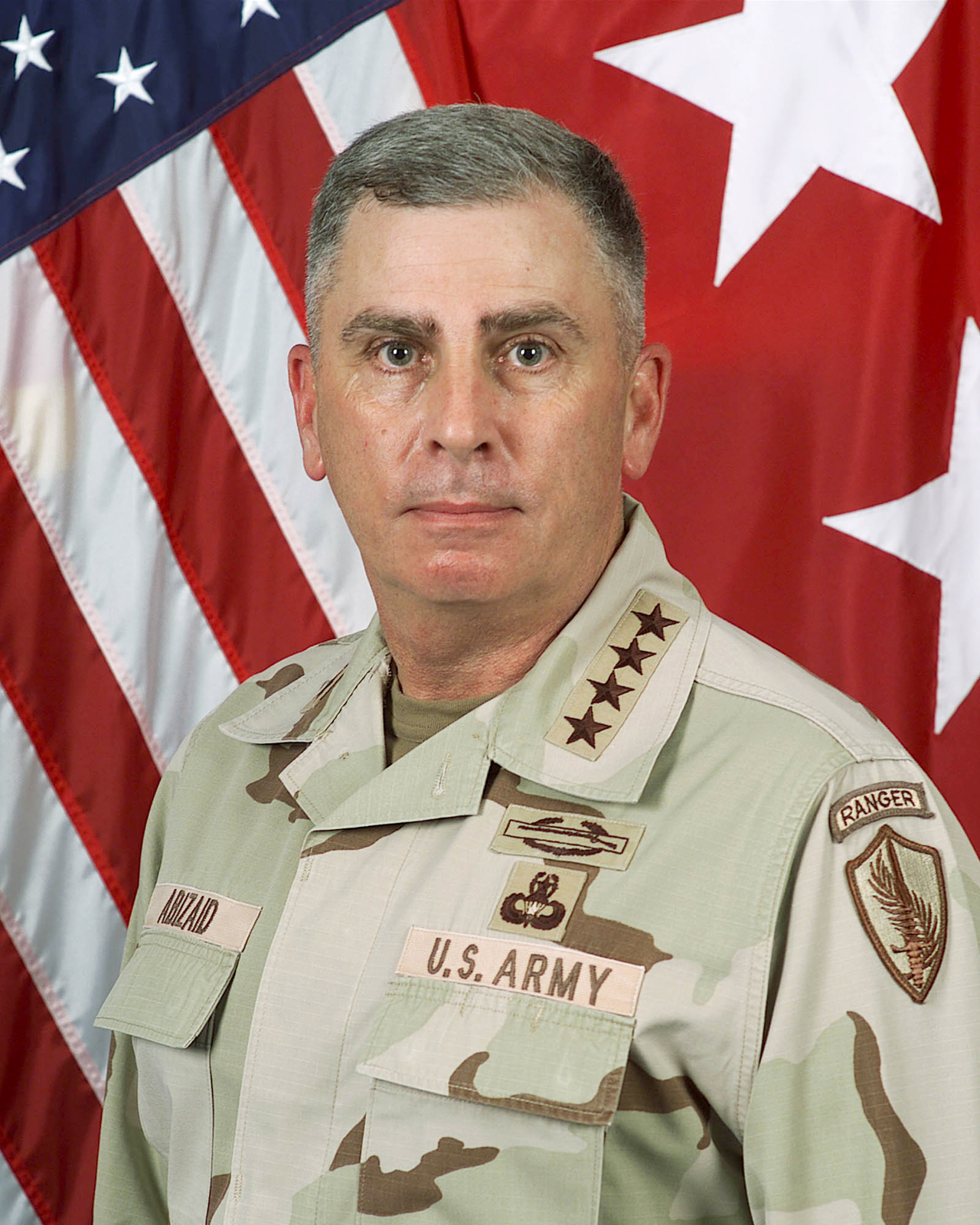
John Abizaid, ancien commandant du CENTCOM, arborant un Master Parachutist Badge version tissu en dessous d'un Combat Infantryman Badge.
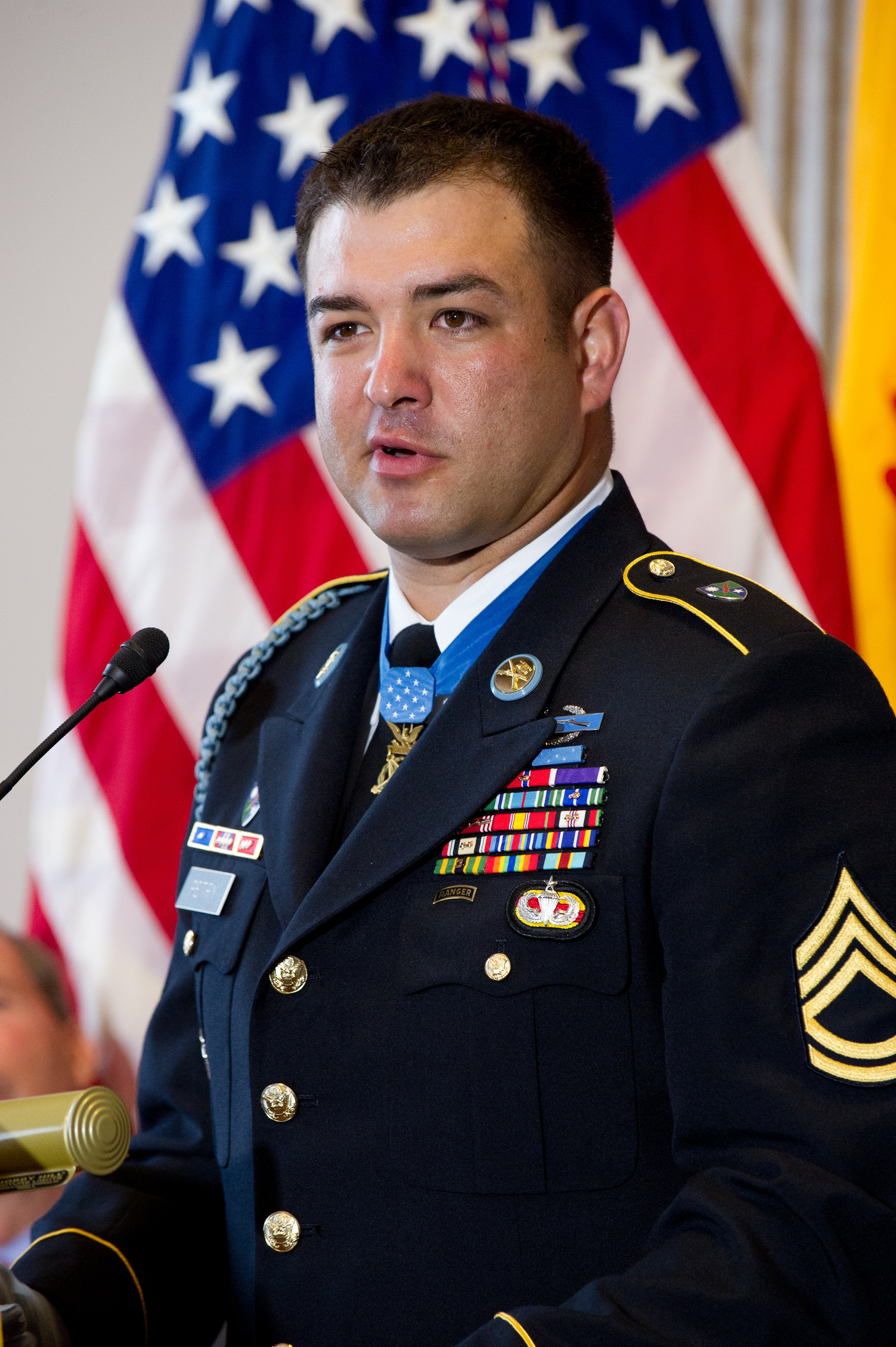
Leroy Petry, Medal of Honor, porte un Senior Parachutist Badge monté sur un patch aux couleurs de son unité de saut.
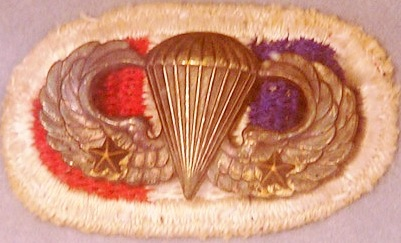
Basic Parachutist Badge avec deux étoiles de saut monté sur un patch aux couleurs du 506th PIR.

## US Air Force
S'étant dotée de ses propres troupes aéroportées, l'US Air Force décerne elle aussi des Parachutist Badges avec les mêmes échelons que l'US Army (Basic, Senior et Master) mais avec des critères de sélection différents. Utilisant d'abord les mêmes insignes que l'armée, l'Air Force cherche à se démarquer en créant ses propres badges en 1956 avant d'y renoncer en 1963 et de revenir au modèle commun.

Parachutist Badges de l'US Air Force (1956-1963)
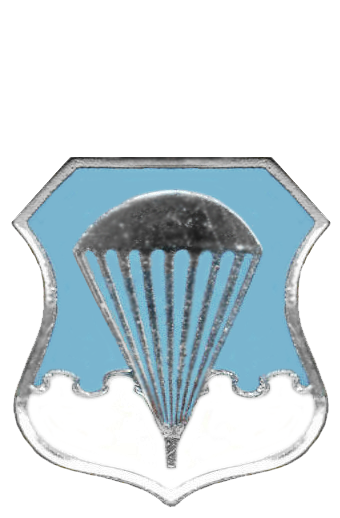
Air Force Basic Parachutist Badge
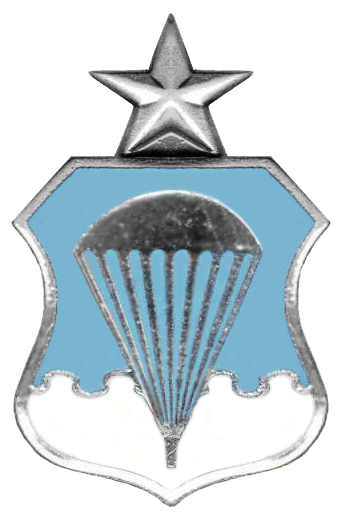
Air Force Senior Parachutist Badge
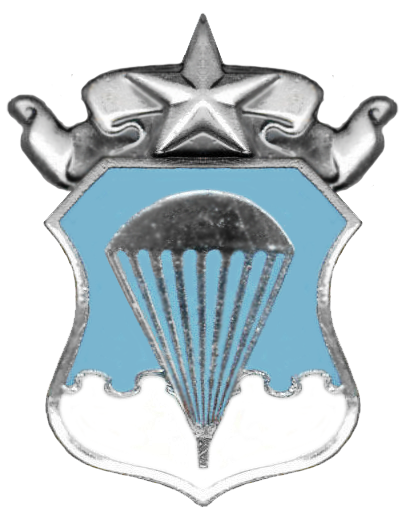
Air Force Master Parachutist Badge

### Basic Parachutist Badge
Les personnels de l'US Air Force peuvent obtenir le badge Basic en étant détachés à l'Army Airborne School de Fort Benning et en suivant le même programme d'entraînement que les hommes de l'US Army. Pour les personnels de l'air formés à l'United States Air Force Academy, la formation de saut et l'obtention du badge est comprise dans le cursus. Cependant, la formation parachutiste dispensée à l'académie, bien qu'autorisant le port du Parachutist Badge, l'est à titre d'aguerrissement et de cohésion et non de façon opérationnelle. Les jeunes officiers diplômés de l'académie et souhaitant servir dans une unité parachutiste opérationnelle doivent donc passer d'abord le stage de Fort Benning.

### Senior Parachutist Badge
Le Senior Parachutist Badge de l'Air Force est décerné pour trente sauts en ligne statique avec un minimum de deux ans de service en unité aéroportée. Les sauts doivent inclure :
- Deux sauts de nuit.
- Quinze sauts avec équipement opérationnel de combat, en situation réelle ou simulée.
- Deux sauts tactique en unité, en situation réelle ou simulée ou quatre sauts d'essai avec matériel expérimental.
- Un saut de nuit en tant que chef de stick.
- Sept sauts de jour en tant que chef de stick.

### Master Parachutist Badge
Comme pour l'Army, l'obtention du Master de l'Air Force est soumise aux mêmes critères que pour le Senior mais avec des quotas relevés :
- Soixante-cinq sauts en ligne statique avec un minimum de trois ans de service en unité aéroportée.
- Quatre sauts de nuit.
- Vingt-cinq sauts avec équipement opérationnel de combat, en situation réelle ou simulée.
- Cinq sauts tactiques en unité, en situation réelle ou simulée ou dix sauts d'essai avec matériel expérimental.
- Deux sauts de nuit en tant que chef de stick.
- Quinze sauts de jour en tant que chef de stick.

## US Navy et US Marine Corps
L'US Navy et l'US Marine Corps utilisent un insigne représentant également un parachute ouvert posé sur des ailes déployées mais d'un dessin différent de la version US Army et en or. Il a été conçu en 1942 par l'American Insignia Company et était porté de façon non réglementaire par les marins et marines qui considéraient que le badge en or correspondait mieux à leur uniforme que la version argent de base. Cette entorse au règlement dure jusqu'en 1963, année où l'insigne est finalement agréé par l'amiral George Whelan Anderson Jr. (en), chef des opérations navales, sur demande d'officiers du Corps des Marines.

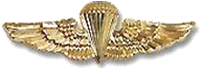
US Navy & Marine Corps Parachutist Badge.

Le badge peut être obtenu par un stage à l'Army Airborne School bien que ce ne soit pas obligatoire, toute formation interne au parachutisme certifiée par le chef des opérations navales étant valable pour avoir le droit de le porter. La formation doit cependant comporter un minimum de dix sauts dont un en équipement opérationnel complet de nuit. Le Navy Parachutist Badge est un prérequis pour l'obtention du Special Warfare insignia (en) des US Navy Seals.